# كوزمودمينسك
كوزمودمينسك (بالروسية: Козьмодемьянск) هي إحدى مدن روسيا في الكيان الفدرالي الروسي ماري إل.